# Инокентий XII
Папа Инокентий XII (13 март 1615 – 27 септември 1700), (рождено име Антонио Пинятели) е римски папа от 1691 до 1700 г.

## Биография
Роден е в Спинацола (понастоящем Апулия) в една от най-аристократичните фамилии и получава образование в йезуитски колеж в Рим.
На 20 години постъпва в двора на папа Урбан VIII (1623 – 1644); при следващите папи е апостолически нунций във Флоренция, Виена и Полша; служи като инквизитор в Малта. При папа Инокентий XI (1676 – 1689) става кардинал през 1681 година, а също и архиепископ на Неапол. След като папският конклав, свикан след смъртта на Александър VIII, продължава пет месеца, той се оказва компромисен кандидат измежду кардиналите на Франция и на Свещената Римска империя.
Веднага след избирането си на 12 юли 1691 г. Инокентий XII се обявява против непотизма, който от дълго време е един от най-сериозните проблеми в папството. През 1692 г. Инокентий XII издава булата Romanum decet Pontificem и забранява честата практика по онова време папата да прави свои близки кардинали или да ги облагодетелстват с имоти, служби и парични средства. Освен това въвежда правило, че само един-единствен роднина на папата, и то „при условие че е подходящ като цяло“ би могъл да бъде издигнат до кардинал. В същото време Инокентий XII преразглежда симоническите практики и във връзка с това въвежда по-скромен и икономичен начин на живот в папския двор. Известно е твърдението му, че „бедните са неговите племенници“.
Инокентий XII въвежда редица реформи в църквата. Неговият понтификат се различава от този на мнозина негови предшественици по изявения уклон към Франция, вместо към Германия.
Инокентий XII е като един от разказвачите в дългата поема „Пръстенът и книгата“ (The Ring and the Book) на английския поет Робърт Браунинг, за основа на която е послужила истинската история за намесата на папата в исторически процес за убийство в Рим по време на неговото управление.
Смятаният за благочестив, самоотвержен и великодушен папа Инокентий XII умира на 27 септември 1700 година, а на негово място идва папа Климент XI (1700 – 1721).